# Barely Legal
Barely Legal è un album di garage rock del gruppo svedese The Hives, uscito nel 1997.

## Tracce
1. Well, Well, Well – 1:02
2. A.K.A. I-D-I-O-T – 2:12
3. Here We Go Again – 2:12
4. I'm a Wicked One – 1:45
5. Automatic Schmuck – 2:17
6. King of Asskissing – 1:46
7. Hail Hail Spit N' Drool – 1:27
8. Black Jack (Mike Chandler, Mike Mariconda & Mike Tchang) – 2:45
9. What's That Spell?... Go to Hell! – 1:41
10. Theme from... – 2:49
11. Uptempo Venomous Poison – 1:13
12. Oh Lord! When? How? – 1:42
13. The Stomp – 1:54
14. Closed for the Season – 2:34

## Formazione
- Howlin' Pelle Almqvist (Per Almqvist) - voce
- Nicholaus Arson (Niklas Almqvist) - chitarra
- Vigilante Carlstroem (Mikael Karlsson Åström) - chitarra
- Dr. Matt Destruction (Mattias Bernvall) - basso
- Chris Dangerous (Christian Grahn) - batteria